# Она была красивой
«Она была красивой» (кор. 그녀는 예뻤다, Geunyeoneun Yeppeodda) — южнокорейский телесериал 2015 года, в главных ролях Хван Джон Ым, Пак Со Чжун, Го Джун Хи и Чхве Си Вон. Выход в эфир с 16 сентября по 11 ноября 2015 года, на канале MBC.

## Сюжет
Сюжет основан на реальных событиях, о двух прошлых знакомых, которые снова встречаются после того, как пережили стечение обстоятельств и появлений, на фоне издательства модного журнала
Ким Хё Джин была красивой девушкой из богатой семьи, известной как «Ча». После того, как издательская компания её семьи обанкротилась, она испытала трудности и потеряла свою красоту. Джи Сон Джун был непривлекательным мальчиком с низкой самооценкой, но вырос как красивый и успешный редактор.
Эти двое решили встретиться снова, но Сон Джун не смог узнать её. Стыдно встретить её первую любовь и разрушить его восприятие её, Хё Джин просит её привлекательного лучшего друга, Ха Ри, появиться на её месте. Однако вскоре все усложняется, поскольку Хё Джин был назначен работать в издательстве журнала «The Most», где Сон Джун является заместителем главного редактора. Он открыто плохо обращается с ней и унижает её неуклюжий характер, не зная, что она его настоящий друг детства. Ха-ри также продолжает встречаться с Сон Джун и вскоре развивает чувства к нему. С другой стороны, Хё Джин находит хорошего друга на своем рабочем месте, Син Хёк, который медленно влюбляется в неё.

## В ролях

### Основной
- Хван Джон Ым[англ.] — Ким Хе Джин, сотрудница журнала The Most
- Пак Со Джун — Чи Сон Джун, заместитель главного редактора журнала The Most
- Го Джун Хи[англ.] — Мин Ха Ри, сожительница Ким Хе Джин по комнате
- Чхве Си Вон — Ким Син Хёк, коллега Ким Хе Джин

### Вторичный
- Хван Сок Чон — Ким Ра Ра
- Син Дон Ми — Чха Чу Ён
- Ан Се Ха — Ким Пун Хо
- Парк Ю Хван — Ким Джун У
- Кан Су Джин — Джу Ах Реум
- Син Хе Сун — Хан Соль
- Ким Ха Гюн — Бу Чжон Ман
- Джо Чанг Гын — Гван Хи
- Чжин Хе Вон — Ли Соль Ви
- Чха Чон Вон — Чжун Сон Мин
- Пэ Мин Чжон — Пак И Гён
- Им Чжин Хён — Ли Юнь Ён
- Пак Чхун Сон — Ким Чон Соп
- Ли Иль Хва — Хань Чон Хе
- Ли Бён Чжун — Мин Ён Гиль
- Со Чон Ён — На Джи Сон
- Юн Ю Сон — Чха Хе Чон

## Рейтинги
| Эпизод #         | Дата трансляции  | Средняя доля аудитории | Средняя доля аудитории                  | Средняя доля аудитории | Средняя доля аудитории                  | Средняя доля аудитории           |
| Эпизод #         | Дата трансляции  | TNmS Ratings           | TNmS Ratings                            | AGB Nielsen            | AGB Nielsen                             | Наиболее высокие интернет отзывы |
| Эпизод #         | Дата трансляции  | Общий                  | Сеульский Национальный Столичный Регион | Общий                  | Сеульский Национальный Столичный Регион | Наиболее высокие интернет отзывы |
| ---------------- | ---------------- | ---------------------- | --------------------------------------- | ---------------------- | --------------------------------------- | -------------------------------- |
| 1                | 16 сентября 2015 | 4.9 %                  | 5.8 %                                   | 4.8 %                  | 5.0 %                                   | 18.1 %                           |
| 2                | 17 сентября 2015 | 7.1 %                  | 8.1 %                                   | 7.2 %                  | 7.8 %                                   | 25.1 %                           |
| 3                | 23 сентября 2015 | 8.0 %                  | 9.1 %                                   | 8.5 %                  | 9.4 %                                   | 30.9 %                           |
| 4                | 24 сентября 2015 | 7.8 %                  | 8.8 %                                   | 9.9 %                  | 9.9 %                                   | 32.5 %                           |
| 5                | 30 сентября 2015 | 9.0 %                  | 10.8 %                                  | 10.7 %                 | 11.9 %                                  | 40.6 %                           |
| 6                | 1 октября 2015   | 8.4 %                  | 10.4 %                                  | 10.2 %                 | 11.3 %                                  | 40.2 %                           |
| 7                | 7 октября 2015   | 11.8 %                 | 13.7 %                                  | 13.1 %                 | 14.2 %                                  | 47.0 %                           |
| 8                | 8 октября 2015   | 13.2 %                 | 15.4 %                                  | 14.5 %                 | 16.3 %                                  | 49.6 %                           |
| 9                | 15 октября 2015  | 16.2 %                 | 19.1 %                                  | 16.7 %                 | 17.9 %                                  | 59.4 %                           |
| 10               | 21 октября 2015  | 15.3 %                 | 17.4 %                                  | 17.3 %                 | 19.7 %                                  | 59.6 %                           |
| 11               | 22 октября 2015  | 17.2 %                 | 19.7 %                                  | 17.7 %                 | 19.2 %                                  | 59.8 %                           |
| 12               | 28 октября 2015  | 15.5 %                 | 17.8 %                                  | 16.5 %                 | 17.9 %                                  | 58.6 %                           |
| 13               | 29 октября 2015  | 15.0 %                 | 17.5 %                                  | 18.0 %                 | 19.8 %                                  | 56.0 %                           |
| 14               | 4 ноября 2015    | 15.3 %                 | 17.4 %                                  | 15.9 %                 | 17.8 %                                  | 58.0 %                           |
| 15               | 5 ноября 2015    | 15.0 %                 | 17.8 %                                  | 16.9 %                 | 18.7 %                                  | 52.8 %                           |
| 16               | 11 ноября 2015   | 15.0 %                 | 17.7 %                                  | 15.9 %                 | 17.7 %                                  | н/д                              |
| Среднее значение | Среднее значение | 12.17%                 | 14.16%                                  | 13.36%                 | 14.66%                                  | -                                |